# Mów mi Dave
Mów mi Dave (ang. Meet Dave) – amerykańska komedia science-fiction z 2008 roku w reżyserii Briana Robinsa. Tytułowy Dave jest w rzeczywistości statkiem, sterowanym przez malutkich ludzi.

## Obsada
- Eddie Murphy – Dave / Kapitan
- Elizabeth Banks – Gina Morrison
- Gabrielle Union – Numer 3
- Scott Caan – Dooley
- Ed Helms – Numer 2
- Kevin Hart – Numer 17
- Mike O’Malley – Knox
- Pat Kilbane – Numer 4
- Judah Friedlander – Inżynier
- Marc Blucas – Mark
- Jim Turner – Doktor
- Austyn Myers – Josh
- Adam Tomei – Numer 35
- Brian Huskey – Porucznik
- Shawn Christian – Porucznik
- Smith Cho – Porucznik Lewa Noga

## Wersja polska
Opracowanie i udźwiękowienie wersji polskiej: Studio Sonica

Nagrań dokonano w: Studio Mafilm Audio w Budapeszcie

Reżyseria: Jerzy Dominik

Tłumaczenie: Arleta Walczak

Dialogi polskie: Joanna Kuryłko

Realizacja dźwięku: György Fék, Jacek Osławski

Kierownictwo produkcji: Agnieszka Kudelska

W wersji polskiej udział wzięli:
- Piotr Adamczyk – Dave / Kapitan
- Agnieszka Fajlhauer – Gina Morrison
- Wit Apostolakis-Gluziński – Josh Morrison
- Wojciech Paszkowski − Mechanik

oraz
- Joanna Węgrzynowska
- Paweł Szczesny
- Andrzej Hausner
- Mieczysław Morański
- Radosław Popłonikowski
- Robert Wabich
- Miłogost Reczek
- Anna Apostolakis-Gluzińska
- Agnieszka Kudelska
- Kajetan Lewandowski
- Kuba Molęda
- Jerzy Słonka
- Janusz Wituch